# Manowar/Diskografie
Diese Diskografie ist eine Übersicht über die musikalischen Werke der US-amerikanischen Metalband Manowar. Den Schallplattenauszeichnungen zufolge hat sie bisher mehr als eine 1,2 Millionen Tonträger verkauft. Ihre erfolgreichste Veröffentlichung ist das siebte Studioalbum The Triumph of Steel mit über 430.000 verkauften Einheiten.

## Alben

### Studioalben
| Jahr | Titel                                                 | Höchstplatzierung, Gesamtwochen, AuszeichnungChartplatzierungen (Jahr, Titel, Platzierungen, Wochen, Auszeichnungen, Anmerkungen) | Höchstplatzierung, Gesamtwochen, AuszeichnungChartplatzierungen (Jahr, Titel, Platzierungen, Wochen, Auszeichnungen, Anmerkungen) | Höchstplatzierung, Gesamtwochen, AuszeichnungChartplatzierungen (Jahr, Titel, Platzierungen, Wochen, Auszeichnungen, Anmerkungen) | Höchstplatzierung, Gesamtwochen, AuszeichnungChartplatzierungen (Jahr, Titel, Platzierungen, Wochen, Auszeichnungen, Anmerkungen) | Anmerkungen                                                  |
| Jahr | Titel                                                 | DE | AT | CH | UK | Anmerkungen                                                  |
| ---- | ----------------------------------------------------- | --- | --- | --- | --- | ------------------------------------------------------------ |
| 1982 | Battle Hymns auch bekannt als: Battle Hymns MMXI      | — | — | — | — | Erstveröffentlichung: 1982                                   |
| 1983 | Into Glory Ride                                       | DE100 (1 Wo.)DE | — | — | — | Erstveröffentlichung: 1983 Charteintritt DE erst 2019        |
| 1984 | Hail to England                                       | — | — | — | UK83 (2 Wo.)UK | Erstveröffentlichung: 4. Februar 1984                        |
| 1984 | Sign of the Hammer                                    | — | — | — | UK73 (1 Wo.)UK | Erstveröffentlichung: 22. September 1984                     |
| 1987 | Fighting the World                                    | DE— GoldDE | — | — | — | Erstveröffentlichung: 14. Mai 1987 Verkäufe: + 300.000       |
| 1988 | Kings of Metal auch bekannt als: Kings of Metal MMXIV | DE37 Gold · (16 Wo.)DE | — | — | — | Erstveröffentlichung: 18. November 1988 Verkäufe: + 300.000  |
| 1992 | The Triumph of Steel                                  | DE8 Gold · (11 Wo.)DE | — | CH20 (4 Wo.)CH | — | Erstveröffentlichung: 29. September 1992 Verkäufe: + 438.848 |
| 1996 | Louder Than Hell                                      | DE7 (9 Wo.)DE | AT16 (6 Wo.)AT | CH24 (4 Wo.)CH | — | Erstveröffentlichung: 23. September 1996 Verkäufe: + 35.513  |
| 2002 | Warriors of the World                                 | DE2 Gold · (31 Wo.)DE | AT6 (6 Wo.)AT | CH35 (5 Wo.)CH | — | Erstveröffentlichung: 20. Mai 2002 Verkäufe: + 150.000       |
| 2007 | Gods of War                                           | DE2 (19 Wo.)DE | AT9 (4 Wo.)AT | CH21 (5 Wo.)CH | — | Erstveröffentlichung: 26. Februar 2007 Verkäufe: + 10.000    |
| 2012 | The Lord of Steel                                     | DE19 (4 Wo.)DE | AT37 (2 Wo.)AT | — | — | Erstveröffentlichung: 16. Juni 2012                          |

grau schraffiert: keine Chartdaten aus diesem Jahr verfügbar

### Livealben
| Jahr | Titel            | Höchstplatzierung, Gesamtwochen, AuszeichnungChartplatzierungen (Jahr, Titel, Platzierungen, Wochen, Auszeichnungen, Anmerkungen) | Höchstplatzierung, Gesamtwochen, AuszeichnungChartplatzierungen (Jahr, Titel, Platzierungen, Wochen, Auszeichnungen, Anmerkungen) | Höchstplatzierung, Gesamtwochen, AuszeichnungChartplatzierungen (Jahr, Titel, Platzierungen, Wochen, Auszeichnungen, Anmerkungen) | Höchstplatzierung, Gesamtwochen, AuszeichnungChartplatzierungen (Jahr, Titel, Platzierungen, Wochen, Auszeichnungen, Anmerkungen) | Anmerkungen                                               |
| Jahr | Titel            | DE | AT | CH | UK | Anmerkungen                                               |
| ---- | ---------------- | --- | --- | --- | --- | --------------------------------------------------------- |
| 1997 | Hell on Wheels   | DE37 (2 Wo.)DE | — | — | — | Erstveröffentlichung: 17. November 1997 Verkäufe: + 2.875 |
| 1999 | Hell on Stage    | DE18 (4 Wo.)DE | AT50 (1 Wo.)AT | — | — | Erstveröffentlichung: 20. April 1999 Verkäufe: + 11.969   |
| 2007 | Gods of War Live | DE*DE | AT69 (2 Wo.)AT | — | — | Erstveröffentlichung: 6. Juli 2007 * siehe Gods of War    |

Weitere Livealben
- 1999: Live in Spain
- 1999: Live in Germany
- 1999: Live in Portugal
- 1999: Live in France
- 2013: The Lord of Steel – Live

### Kompilationen
| Jahr | Titel                | Höchstplatzierung, Gesamtwochen, AuszeichnungChartplatzierungen (Jahr, Titel, Platzierungen, Wochen, Auszeichnungen, Anmerkungen) | Höchstplatzierung, Gesamtwochen, AuszeichnungChartplatzierungen (Jahr, Titel, Platzierungen, Wochen, Auszeichnungen, Anmerkungen) | Höchstplatzierung, Gesamtwochen, AuszeichnungChartplatzierungen (Jahr, Titel, Platzierungen, Wochen, Auszeichnungen, Anmerkungen) | Höchstplatzierung, Gesamtwochen, AuszeichnungChartplatzierungen (Jahr, Titel, Platzierungen, Wochen, Auszeichnungen, Anmerkungen) | Anmerkungen                            |
| Jahr | Titel                | DE | AT | CH | UK | Anmerkungen                            |
| ---- | -------------------- | --- | --- | --- | --- | -------------------------------------- |
| 1994 | The Hell of Steel    | DE29 (10 Wo.)DE | AT33 (6 Wo.)AT | — | — | Erstveröffentlichung: 25. Februar 1994 |
| 1998 | The Kingdom of Steel | DE100 (1 Wo.)DE | — | — | — | Erstveröffentlichung: 10. August 1998  |

Weitere Kompilationen
- 1992: Manowar Kills
- 1997: Anthology
- 1998: Steel Warriors
- 2009: Classics

### EPs
| Jahr | Titel              | Höchstplatzierung, Gesamtwochen, AuszeichnungChartplatzierungen (Jahr, Titel, Platzierungen, Wochen, Auszeichnungen, Anmerkungen) | Höchstplatzierung, Gesamtwochen, AuszeichnungChartplatzierungen (Jahr, Titel, Platzierungen, Wochen, Auszeichnungen, Anmerkungen) | Höchstplatzierung, Gesamtwochen, AuszeichnungChartplatzierungen (Jahr, Titel, Platzierungen, Wochen, Auszeichnungen, Anmerkungen) | Höchstplatzierung, Gesamtwochen, AuszeichnungChartplatzierungen (Jahr, Titel, Platzierungen, Wochen, Auszeichnungen, Anmerkungen) | Anmerkungen                           |
| Jahr | Titel              | DE | AT | CH | UK | Anmerkungen                           |
| ---- | ------------------ | --- | --- | --- | --- | ------------------------------------- |
| 2006 | The Sons of Odin   | — | AT39 (3 Wo.)AT | — | — | Erstveröffentlichung: 4. Oktober 2006 |
| 2009 | Thunder in the Sky | DE28 (3 Wo.)DE | AT72 (1 Wo.)AT | — | — | Erstveröffentlichung: 17. Juli 2009   |
| 2019 | The Final Battle I | DE36 (1 Wo.)DE | AT64 (1 Wo.)AT | — | — | Erstveröffentlichung: 29. März 2019   |

## Singles
| Jahr | Titel Album                                                   | Höchstplatzierung, Gesamtwochen, AuszeichnungChartplatzierungen (Jahr, Titel, Album, Platzierungen, Wochen, Auszeichnungen, Anmerkungen) | Höchstplatzierung, Gesamtwochen, AuszeichnungChartplatzierungen (Jahr, Titel, Album, Platzierungen, Wochen, Auszeichnungen, Anmerkungen) | Höchstplatzierung, Gesamtwochen, AuszeichnungChartplatzierungen (Jahr, Titel, Album, Platzierungen, Wochen, Auszeichnungen, Anmerkungen) | Höchstplatzierung, Gesamtwochen, AuszeichnungChartplatzierungen (Jahr, Titel, Album, Platzierungen, Wochen, Auszeichnungen, Anmerkungen) | Anmerkungen                             |
| Jahr | Titel Album                                                   | DE | AT | CH | UK | Anmerkungen                             |
| ---- | ------------------------------------------------------------- | --- | --- | --- | --- | --------------------------------------- |
| 1996 | Return of the Warlord Louder Than Hell                        | DE96 (1 Wo.)DE | — | — | — | Erstveröffentlichung: 5. August 1996    |
| 2002 | Warriors of the World United Warriors of the World            | DE15 (11 Wo.)DE | — | CH90 (1 Wo.)CH | — | Erstveröffentlichung: 15. April 2002    |
| 2002 | An American Trilogy / Fight for Freedom Warriors of the World | DE71 (4 Wo.)DE | — | — | — | Erstveröffentlichung: 19. August 2002   |
| 2002 | The Dawn of Battle –                                          | DE31 (17 Wo.)DE | — | — | — | Erstveröffentlichung: 18. November 2002 |

Weitere Singles
- 1983: Defender
- 1984: All Men Play on Ten
- 1987: Blow Your Speakers
- 1988: Herz aus Stahl
- 1992: Metal Warriors
- 1996: Number One
- 1997: Courage
- 1997: Courage (live)
- 2005: King of Kings
- 2008: Die with Honor
- 2023: Laut und Hart Stark und Schnell

## Videoalben
| Jahr | Titel                                        | Höchstplatzierung, Gesamtwochen, AuszeichnungChartplatzierungen (Jahr, Titel, Platzierungen, Wochen, Auszeichnungen, Anmerkungen) | Höchstplatzierung, Gesamtwochen, AuszeichnungChartplatzierungen (Jahr, Titel, Platzierungen, Wochen, Auszeichnungen, Anmerkungen) | Höchstplatzierung, Gesamtwochen, AuszeichnungChartplatzierungen (Jahr, Titel, Platzierungen, Wochen, Auszeichnungen, Anmerkungen) | Höchstplatzierung, Gesamtwochen, AuszeichnungChartplatzierungen (Jahr, Titel, Platzierungen, Wochen, Auszeichnungen, Anmerkungen) | Anmerkungen                             |
| Jahr | Titel                                        | DE | AT | CH | UK | Anmerkungen                             |
| ---- | -------------------------------------------- | --- | --- | --- | --- | --------------------------------------- |
| 2005 | Hell on Earth Part IV                        | DE40 (4 Wo.)DE | — | — | — | Erstveröffentlichung: 25. Juli 2005     |
| 2006 | The Day the Earth Shook – The Absolute Power | DE86 (1 Wo.)DE | — | — | — | Erstveröffentlichung: 27. November 2006 |

Weitere Videoalben
- 2001: Hell on Earth Part I
- 2002: Warriors of the World United
- 2002: Fire & Blood (Blood in Brazil + Hell on Earth Part II) (Verkäufe: + 25.000, DE: Gold)
- 2003: Hell on Earth Part III
- 2006. The Sons of Odin
- 2007: Magic Circle Festival Volume 1
- 2008: Magic Circle Festival Volume 2
- 2009: Hell on Earth Part V

## Boxsets
- 1993: Secrets of Steel
- 2002: Warriors of the World Special Box

## Statistik

### Chartauswertung
Zu berücksichtigen ist, dass sich Videoalben in Deutschland auch in den Albumcharts platzieren.
|                     | DE     | AT     | CH    | UK    |
| ------------------- | ------ | ------ | ----- | ----- |
| Nummer-eins-Alben   | DE—DE  | AT—AT  | CH—CH | UK—UK |
| Top-10-Alben        | DE4DE  | AT2AT  | CH—CH | UK—UK |
| Alben in den Charts | DE15DE | AT10AT | CH4CH | UK2UK |

|                       | DE    | AT    | CH    | UK    |
| --------------------- | ----- | ----- | ----- | ----- |
| Nummer-eins-Singles   | DE—DE | AT—AT | CH—CH | UK—UK |
| Top-10-Singles        | DE—DE | AT—AT | CH—CH | UK—UK |
| Singles in den Charts | DE4DE | AT—AT | CH1CH | UK—UK |

### Auszeichnungen für Musikverkäufe
| Goldene Schallplatte - Russland - 2007: für das Album Gods of War - Spanien - 2000: für das Album Fighting the World - 2000: für das Album Kings of Metal | Platin-Schallplatte - Spanien - 2000: für das Album The Triumph of Steel |

Anmerkung: Auszeichnungen in Ländern aus den Charttabellen bzw. Chartboxen sind in ebendiesen zu finden.
| Land/RegionAuszeichnungen für Musikverkäufe (Land/Region, Auszeichnungen, Verkäufe, Quellen) | Gold     | Platin  | Verkäufe | Quellen             |
| -------------------------------------------------------------------------------------------- | -------- | ------- | -------- | ------------------- |
| Deutschland (BVMI)                                                                           | 5× Gold5 | —       | 925.000  | musikindustrie.de   |
| Russland (NFPF)                                                                              | Gold1    | —       | 10.000   | 2m-online.ru        |
| Spanien (Promusicae)                                                                         | 2× Gold2 | Platin1 | 200.000  | elportaldemusica.es |
| Vereinigte Staaten (RIAA)                                                                    | —        | —       | 139.205  | metalsludge.tv      |
| Insgesamt                                                                                    | 8× Gold8 | Platin1 |          |                     |